# Gombafűlevelű kőtörőfű
A gombafűlevelű kőtörőfű (Saxifraga androsacea) a kőtörőfű-virágúak (Saxifragales) rendjébe, ezen belül a kőtörőfűfélék (Saxifragaceae) családjába tartozó faj.

## Előfordulása
A gombafűlevelű kőtörőfű előfordulási területe a Pireneusok, az Alpok, a Kárpátok, a Balkán-félsziget és Észak-Ázsia magashegységei. Magyarországon nem őshonos.

## Megjelenése
Ez növényfaj sűrűn gyepes növekedésű, 2–10 centiméter magas, évelő, virágzó és meddő hajtásokkal. Levelei alul helyezkednek el, csokorszerűen zsúfoltan állnak, lándzsásak vagy lapát alakúak, 5–25 milliméter hosszúak, 2–5 milliméter szélesek, nyélbe keskenyednek szélük ép, legfeljebb a csúcsukon van 1-3 rövid fog, szélükön elálló mirigyszőrök láthatók. A felálló szár mirigyes szőrű, levéltelen vagy 1-3 levelet visel, csúcsán 1-3 virággal. A fehér, 5–7 milliméter hosszú, fordított tojás alakú, lekerekített vagy kicsípett csúcsú szirmok 3 erűek, kétszer olyan hosszúak és szélesek, mint a tojásdad csészelevelek.

## Életmódja
A gombafűlevelű kőtörőfű az alhavasi és a havasi övben, 1400–3400 méter magasságban, nedves mészkőtörmeléken nő. Gyakori.
A virágzási ideje május–augusztus között van.

## Képek

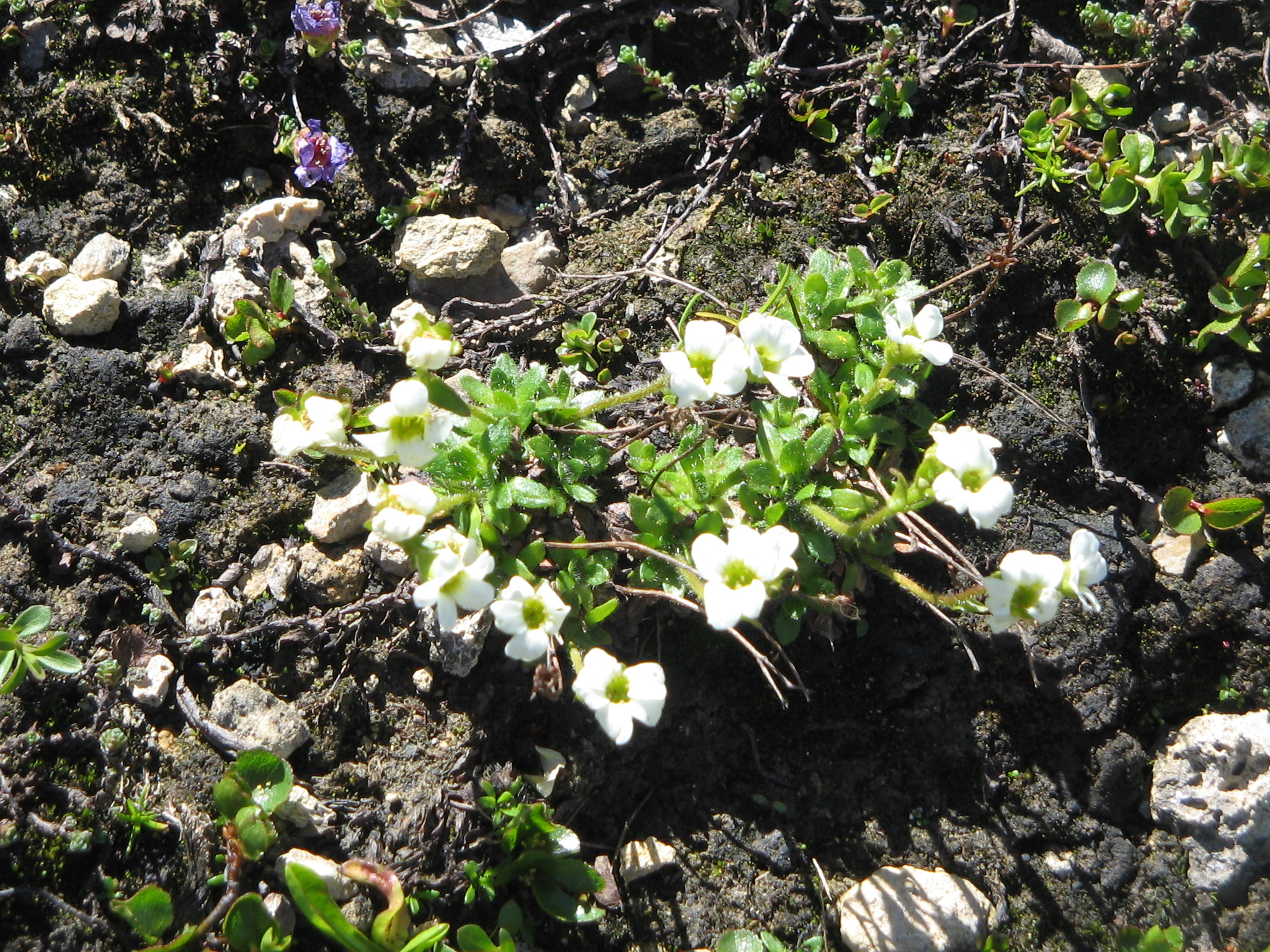
A növény
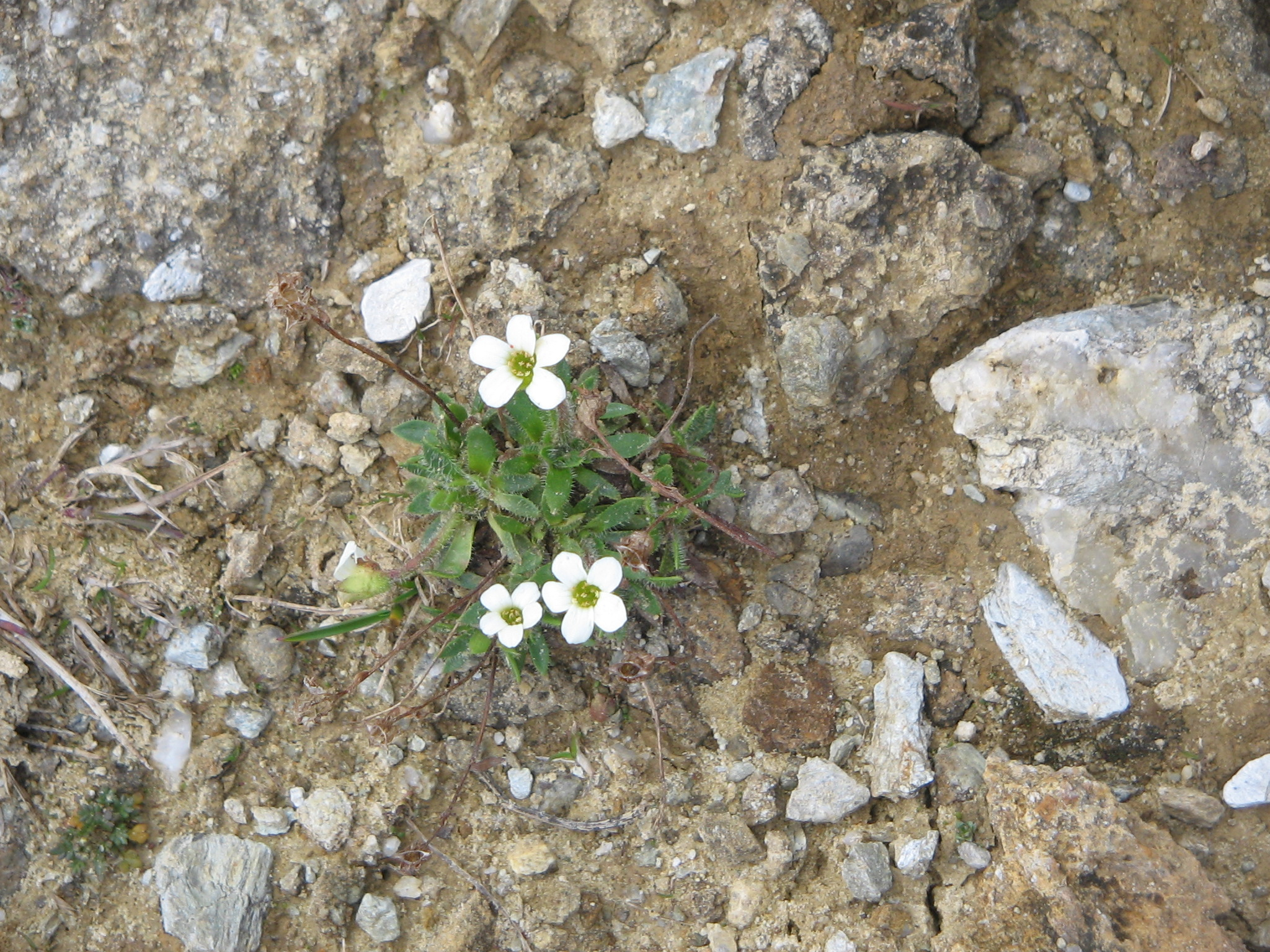
az élőhelyén
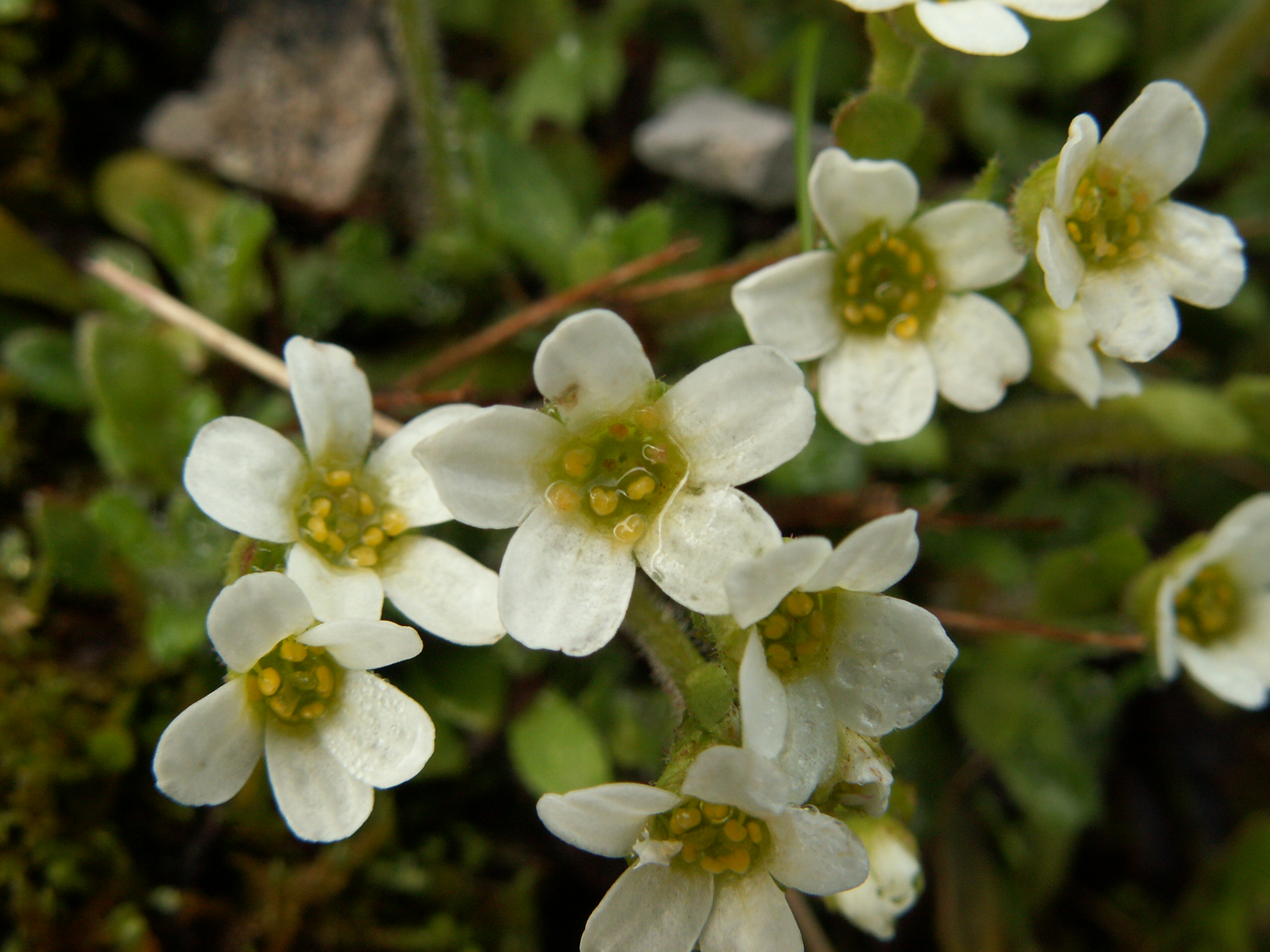
Fehér virágai
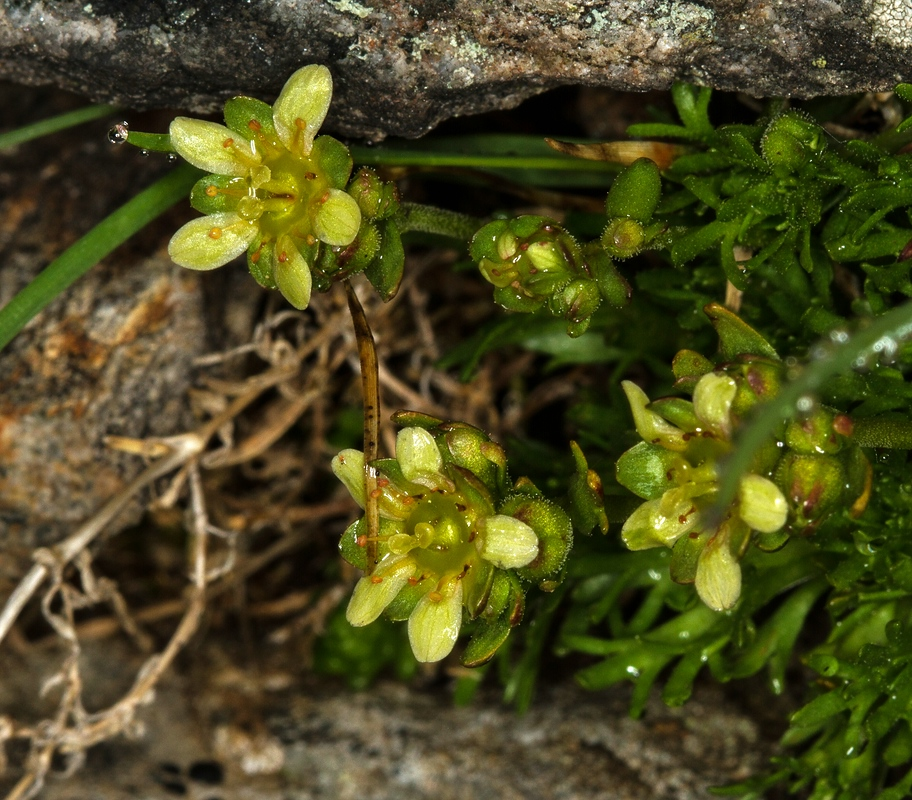
sárga változat
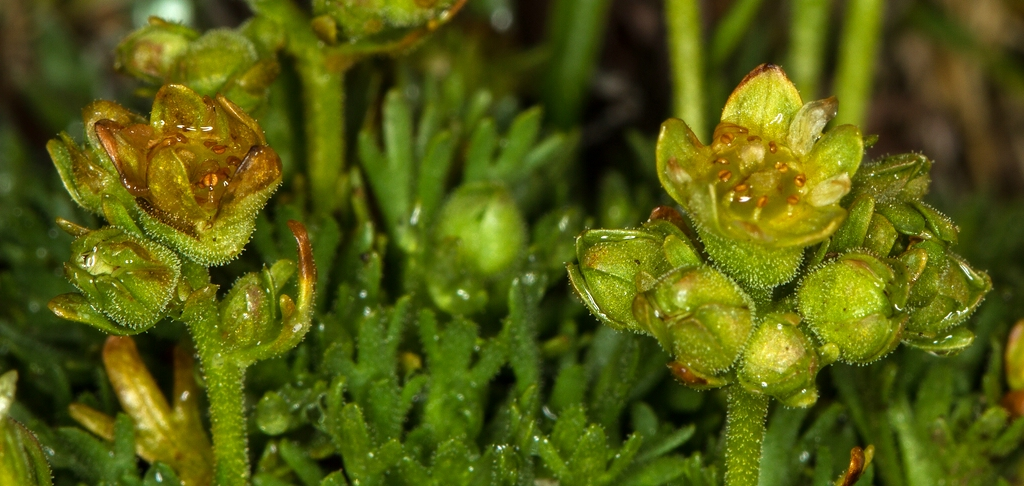
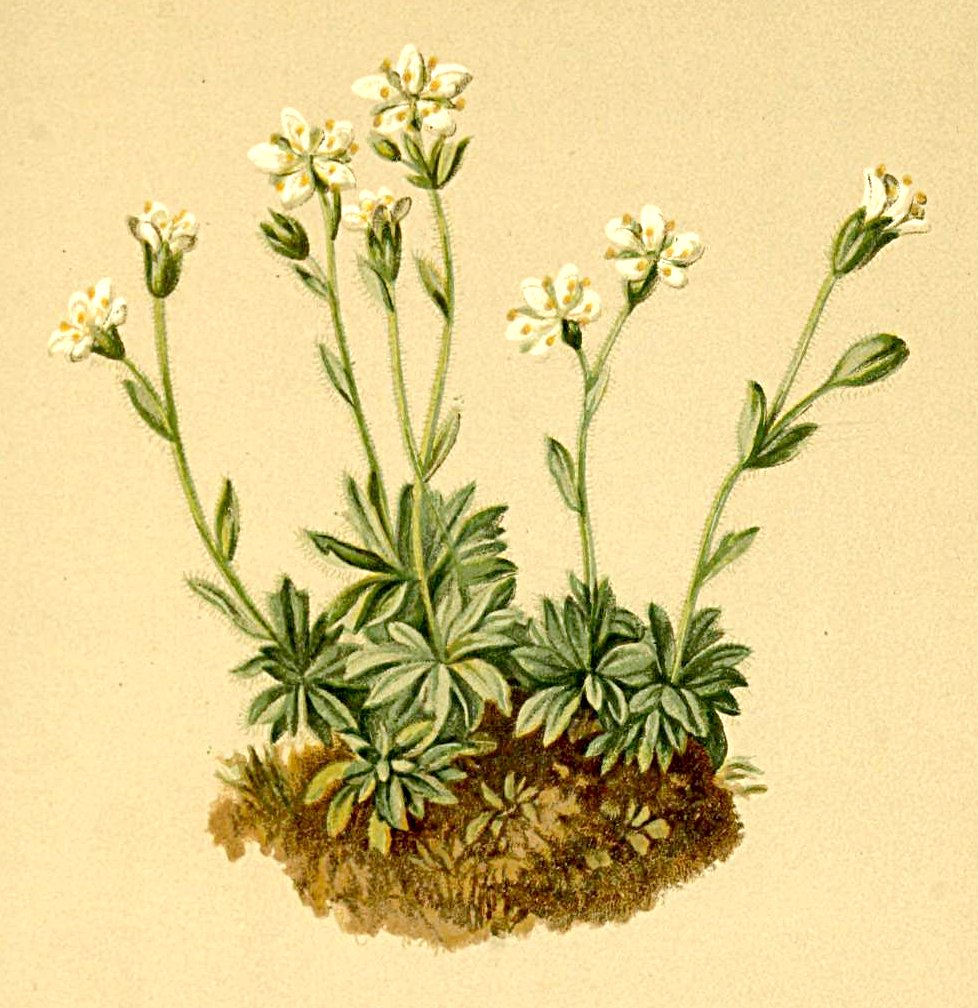
Rajz a növényről